# Cancor
Cancor, auch Kankor, Chancor, Chancoro, Chanchuro († 771/nach 782), war Graf in Alemannien und dann von 758 bis zu seinem Tod im Oberrheingau. Er stammte aus dem Geschlecht der Robertiner, sein Vater war Graf bzw. Herzog Rupert/Robert I. vom Haspengau, seine Mutter Williswint(h)/Williswinda. Er und seine Mutter stifteten 763/764 das Kloster Lorsch als Eigenkloster. Er war verheiratet mit einer Angila, aus deren Mitgift ein Teil des frühen Besitzes des Klosters Lorsch stammt. Seine beiden Töchter Rachilt und Eufemia traten in das Kloster Lorsch ein, sein Sohn Heimerich (Heimo) († 795) wurde sein Nachfolger.
Mit Graf Cancor sind außerdem verwandt:
- Graf Thüringbert/Thurinkbert/Thuringbert, Bruder
- Pfalzgraf Anselm († 778), Bruder
- Abt Robert von Saint-Germain-des-Fossés
- Bischof Chrodegang von Metz